# Miguel Serra Sucarrats
Miguel Serra Sucarrats (Olot, Gerona, 11 de enero de 1868 – Vall d'Uxó, 9 de agosto de 1936) fue un obispo español. Ocupó los cargos de obispo de Canarias (1922-1936) y obispo de Segorbe (1936). Fue uno de los trece obispos asesinados en la zona republicana durante la guerra civil española, víctima de la persecución religiosa.

## Biografía

### Primeros años y formación
Nació en Olot en 1868. Inició sus estudios eclesiásticos en el Seminario de Gerona, continuándolos en la Pontificia Universidad de Tarragona, donde obtuvo el doctorado en Sagrada Teología, y en la Universidad de Barcelona, donde obtuvo las licenciaturas en Derecho y en Derecho canónico. Fue ordenado sacerdote el 16 de abril de 1892. 

### Vida sacerdotal y docente
Fue profesor de Derecho canónico, Historia Eclesiástica, Teología Fundamental, Teología Espiriual y Sagrada Liturgia en el Seminario de Gerona. En 1908 obtuvo, por oposición, el cargo de canónigo de la catedral de Tarragona. Fue nombrado catedrático de Derecho romano y de Derecho civil en la Universidad Pontificia de Tarragona. Llegó a ser vicario general de la archidiócesis.  

### Episcopado
Preconizado obispo de Canarias el 14 de diciembre de 1922, fue consagrado en Olot el 7 de octubre de 1923. Tomó posesión de la diócesis de Segorbe el 28 de junio de 1936. 
El 27 de julio fue llevado a la cárcel junto con el vicario general Blasco Palomar, su hermano el canónigo Carlos Serra, los padres franciscanos José Sancho Sanchís y Camilo Tomás Domínguez, los legos Ferrando Savall, Balaguer Juan y Sauch Brusca. Antes de su asesinato fue torturado. En la madrugada del 8 al 9 de agosto de 1936 fueron conducidos a Vall de Uxó (Castellón) y en la carretera de Algar a unos cuatro kilómetros del cementerio y seis del pueblo, fueron fusilados todos excepto Camilo Tomás Domínguez y José Sancho Sanchís, que fueron asesinados el día 11 y en la carretera que conduce de Sagunto a Canet de Berenguer, en el cauce del río Palancia.
Sus restos están sepultados en una de las capillas de la Catedral de Segorbe, después de haberlo estado en la cripta, bajo el altar mayor.

## Proceso de canonización
Después de décadas de olvido y silencio, siendo Monseñor José Antonio Reig Pla obispo de Segorbe-Castellón, el 25 de abril de 1998 la Santa Sede concede el “Nihil Obstat” a la “Causa de Miguel Serra Sucarrats, Obispo de Segorbe y 265 Compañeros, sacerdotes, religiosos y religiosas, laicos y laicas, in odium Fidei”, asesinados durante la persecución religiosa en España (1936-39). El 30 de abril de 1998 tiene lugar la apertura el del proceso diocesano de martirio de la Iglesia segorbina. Se reunió en una causa a 214 testigos que dieron su vida por la fe en la diócesis. El proceso concluyó en 2001 y la Causa fue registrada en el protocolo 2.229 de la Congregación de las Causas de los Santos, bajo la denominación de: Miguel Serra Sucarrats y 213 compañeros, del clero diocesano, religioso, y fieles laicos de Segorbe- Castellón.
El Proceso fue clausurado el 29 de septiembre de 2001 y entregado en la Nunciatura Apostólica de Madrid el 6 de noviembre de 2001. 